# Ordre hospitalier
Un ordre hospitalier est un ordre religieux chrétien fondé dans le but initial d’assurer l’hospitalité auprès de pèlerins, de voyageurs ou de malades.
Les ordres hospitaliers trouvent leur origine dans des groupes de personnes pieuses qui, poussées par un idéal religieux chrétien, s’associèrent dans le but de rendre un service particulier dans l’Église, souvent un service aux plus faibles ou aux personnes en danger (malades, voyageurs, pèlerins).
Le premier ordre hospitalier vit le jour au monastère bénédictin de Sainte-Marie-Latine, fondé à Jérusalem au milieu du XIe siècle par des marchands amalfitains : le supérieur, Frère Gérard, créa vers 1080, à côté du monastère, une nouvelle « hostellerie » (ou hospice) et une église dédiées dans un premier temps à saint Jean l'Aumônier ; c'est l'origine de l'ordre de Saint-Jean de Jérusalem.
Dans le but de défendre les pèlerins chrétiens en Terre sainte (un service d'Église devenu pressant), la plupart des ordres hospitaliers devinrent également des ordres militaires à l'image des Templiers.

## Ordres hospitaliers des croisades

### Les Hospitaliers de l'ordre de Saint-Jean de Jérusalem
Les Hospitaliers de Saint-Jean de Jérusalem sont fondés à Jérusalem par un groupe dirigé par Frère Gérard (appelé par erreur de traduction Gérard Tenque). Leur hôpital saint Jean l'Aumônier, au service des pèlerins malades, est ouvert en 1080. C'est le premier ordre à être reconnu comme hospitalier par le pape Pascal II en 1113. L'Ordre est alors organisé en trois fonctions, les frères clercs, les frères laïcs et les frères convers qui tous doivent les soins aux malades. Leur participation aux batailles d'Ascalon (1154) et de Saint-Jean-d'Acre (1151) contre les Sarrasins est décisive. À l'image des Templiers, l'Ordre se militarise pour devenir un ordre militaire qui comprend trois catégories : frères chapelains, frères chevaliers et frères servants. Cette organisation en trois classes sans subdivision restera toujours celle des Hospitaliers, nom finalement donné aux membres de l'ordre de Saint-Jean de Jérusalem. Au fil de leur histoire mouvementée, les chevaliers hospitaliers deviennent successivement chevaliers de Rhodes et enfin chevaliers de Malte. Même si l’aspect militaire prit le dessus lors de leur occupation de l'île de Malte, l’Ordre garda toujours une dimension hospitalière. Leur hôpital de La Valette, à Malte, était au XVIIIe siècle un des meilleurs d’Europe. L'Ordre connut une longue éclipse après son expulsion de Malte par le général Bonaparte sur la route de sa campagne d'Égypte. L'éclatement de l'Ordre est à l'origine de plusieurs ordres actuels à caractère humanitaire comme l'ordre souverain de Malte ou l'ordre protestant de Saint-Jean ou à caractère honorifique comme le très vénérable ordre de Saint-Jean.

### Les hospitaliers de l'ordre de Saint-Lazare de Jérusalem
Les Lazaristes (« chanoines hospitaliers de Saint-Lazare ») sont fondés vers 1140, en Terre sainte par des lépreux au service des lépreux. L’Ordre se militarise sous le nom de « ordre de Saint-Lazare » et doit quitter la Terre sainte après la chute de Saint-Jean-d’Acre. Il se transforme en France en « ordre de Saint-Lazare ». Au XVe siècle l’Ordre périclite rapidement et est incorporé aux différents autres ordres hospitaliers suivant les pays d'implantation.

### Les hospitaliers de Sainte-Marie-des-Teutoniques de l'ordre Teutonique
Les Hospitaliers de Sainte-Marie-des-Teutons à Jérusalem (Ordre teutonique) seraient nés d'un hôpital en Terre sainte pour les chevaliers germaniques. À un siècle de distance les « Hospitaliers de Sainte-Marie-des-Teutons à Jérusalem » (ordre Teutonique) suivent la même évolution que les Hospitaliers de l'ordre de Saint-Jean de Jérusalem.
En 1190, les villes de Lübeck et de Brême construisent à Saint-Jean-d'Acre un hôpital pour leurs pèlerins. Dès 1191, les religieux sont reconnus comme hospitaliers par Clément III (suivant la règle de Saint-Jean de Jérusalem). Déjà en 1198, ils se battent contre les Turcs aux côtés des Hospitaliers de Saint-Jean et des Templiers. Après la chute de Saint-Jean-d'Acre, ils s'établissent à Mariembourg (1309). En 1525 le grand maître, Albert de Brandebourg passe à la Réforme et y entraîne l’Ordre.
Les dernières commanderies ou maisons sont supprimées par Napoléon.

### Hospitaliers de l’ordre de Saint-Thomas d'Acre
Après la prise de Saint-Jean-d'Acre en 1191, William, aumônier du doyen de Saint-Paul de Londres, forma un ordre religieux dédié à saint Thomas Becket, composé de chanoines qui prononçaient les vœux de pauvreté, chasteté et obéissance, et se consacraient au soin des pauvres et des malades, particulièrement parmi les pèlerins anglais.
Réformé dans les années 1220 par l’évêque de Westminster, Pierre des Roches, il devint un ordre religieux militaire sur le modèle des Teutoniques, dont il adopta la règle. Après la chute d’Acre, en 1291, l'ordre de Saint-Thomas se replia à Chypre. 
Au début du XIVe siècle un schisme divisa l'Ordre quant au maintien du rôle militaire de l'Ordre. Replié à Londres après les années 1360, l’Ordre y abandonna la règle teutonique pour celle de saint Augustin et se consacra aux soins des malades et à l'enseignement. Il fut finalement dissous par le roi Henri VIII au début du XVIe siècle et ses biens furent acquis par la confrérie des merciers de Londres.

## Ordres hospitaliers en Occident

### Les chanoines hospitaliers de Saint-Antoine
Les antonins (« chanoines hospitaliers de Saint-Antoine ») sont fondés en France aux environs de 1095, mais sont devenus « ordre de chanoines réguliers » seulement en 1298. Dissous en 1777, ils sont réunis aux Hospitaliers de  l'ordre de Saint-Jean de Jérusalem.

### L'ordre hospitalier du Saint-Esprit
Les chevaliers et chanoines de l'hospitaliers du Saint-Esprit ont été fondés en 1180 à Montpellier par Guy de Montpellier. Ils adoptent les constitutions des Hospitaliers de Saint-Jean et furent formellement reconnus en 1198 par le pape Innocent III qui leur confie l’hôpital du Saint-Esprit à Rome. Nombre d’hôpitaux à travers l’Europe s’affilièrent à l’Ordre, car cela leur donnait certains privilèges religieux avec la protection du pape et des évêques. Dès 1291 il existe 99 institutions dans cinq pays. Au XVe siècle, c'est plus d’un millier d’hôpitaux, dont 400 en France. Pour certains ce n’était devenu plus qu’un « patronage ». L’Ordre est décimé par la Réforme. Certains hôpitaux survécurent jusqu’au XIXe siècle. La branche masculine de l'ordre fut supprimée par Pie IX en 1854 mais la branche féminine existe toujours. Elle a fusionné en 2003 avec les Filles du Saint-Esprit

### Les Croisiers
Aux XIIe et XIIIe siècles, quatre ordres religieux ayant quelques activités hospitalières empruntent leur nom aux croisades sans y avoir été associés, ni même avoir été fondés en Terre sainte. Ce sont les Croisiers :
- Les Croisiers italiens sont fondés en 1169 et supprimés en 1656.
- Les Croisiers belges, les chanoines réguliers de la Sainte-Croix (OSC), fondés à Huy en 1211, sont actifs aux Pays-Bas, en Belgique, en France, Angleterre, Allemagne. Déclin et quasi-disparition à la Révolution française, l'Ordre reprend vie au XIXe siècle deux communautés subsistent aux Pays-Bas (ils sont encore plus ou moins 500 aujourd’hui).
- Les Croisiers de Bohème (dits à l’« étoile rouge ») fondés en 1237 en Bohème, ils sont actifs en Europe centrale.
- Les Croisiers polonais (dits au « cœur rouge ») fondés à Cracovie en 1250, ils œuvrent en Pologne jusqu’à la fin du XVIIIe siècle.

### L’ordre hospitalier de Saint-Jean-de-Dieu
L’ordre hospitalier de Saint-Jean-de-Dieu (OHSJD) est fondé à Grenade en 1537 (après les croisades) pour le soin des pauvres et des malades (avec une attention particulière aux malades mentaux) par saint Jean de Dieu (1495-1550). Érigé officiellement en congrégation religieuse le 1er janvier 1572, par le pape Pie V. Ses membres, aujourd'hui au nombre de 1 500, sont appelés fréquemment Frères de Saint-Jean-de-Dieu.

### L’ordre des frères de Bethléem
L’ordre des frères de Bethléem (OB) est un ordre mendiant hospitalier de droit pontifical. C'est le premier institut religieux fondé sur le continent américain en 1658. Supprimé en 1821, il est restauré en 1984. Elle a été fondée par saint Pierre de Betancur, un missionnaire espagnol au Guatemala.